# Kreitzer-Gletscher
Der Kreitzer-Gletscher ist ein Gletscher im ostantarktischen Prinzessin-Elisabeth-Land. Er fließt in nordwestlicher Richtung zwischen der Jennings Promontory und den Reinbolt Hills in den östlichen Teil des Amery-Schelfeises.
Der US-amerikanische Kartograf John Hobbie Roscoe (1919–2007) kartierte ihn 1952 anhand von Luftaufnahmen, welche die United States Navy bei der Operation Highjump (1946–1947) anfertigte. Roscoe benannte ihn nach William Rutherford Kreitzer (1918–2007), Flugkommandant einer der drei Mannschaften, die bei der Operation Highjump Luftaufnahmen der Küste zwischen 14° und 164° östlicher Länge anfertigen.